# 秋水詩刊
秋水詩刊，是台灣現代詩刊。1974年1月1日創刊，由古丁、綠蒂、涂靜怡三人主編。1981年3月詩社推出第29期《秋水詩刊》「詩人古丁紀念專輯」，因社員古丁在1981年1月27日過世。1989年7月，該社出版《秋水詩選》。